# Natalia Radzina
Natalia Radzina (ur. 3 maja 1979 w Kobryniu) – białoruska dziennikarka, redaktor naczelna portalu Karta'97.

## Życiorys
Ojciec Natalii jest wojskowym, a matka przedszkolanką. W latach 1979–1985 rodzina mieszkała w Polsce, gdy ojciec został wysłany do jednostki wojskowej. Studiowała dziennikarstwo na Białoruskim Uniwersytecie Państwowym równocześnie pracując jako dziennikarka w niezależnych mediach. Współpracowała z niezależnymi czasopismami: Imia, Narodnaya Wolia, Nowosti i Nasza swaboda. Studia ukończyła w 2001 roku i w tym samym roku została redaktorką naczelną portalu charter97.org reprezentującego organizację Karta'97. Wielokrotnie była aresztowana i bita podczas komentowania akcji protestacyjnych. 16 marca 2010 roku została uderzona w twarz przez cywilnych funkcjonariuszy podczas rewizji w biurze redakcji  portalu.
Natalia po protestach na Białorusi przeciwko fałszowaniu wyborów prezydenckich w nocy z 19 na 20 grudnia 2010 roku trafiła do aresztu. Po miesiącu areszt zastąpiono zakazem opuszczania miejsca zamieszkania, nakazując jej powrót do rodzinnej miejscowości Kobrynia. Pomimo konfiskaty paszportu wyjechała do Moskwy, ponieważ nie ma kontroli na granicy bialorusko-rosyjskiej. Po czteromiesięcznym ukrywaniu się poprosiła przedstawicielstwo ONZ ds. uchodźców o pomoc i po wyrobieniu dokumentów wyjechała do Holandii. W 2011 roku poprosiła i otrzymała azyl na Litwie. Od 2012 roku, gdy portal przeniósł się do Polski, mieszka w Warszawie.

## Odznaczenia
- W 2010 roku otrzymała nominację do nagrody Wolność słowa przyznawanej przez brytyjską organizację na rzecz praw człowieka Index on Censorship w kategorii Za walkę przeciwko represjom i za działalność w celu zmiany sytuacji politycznej[2].
- 2011 – Nagroda CPJ International Press Freedom Award(inne języki) (Nagroda wolności prasy Międzynarodowego komitetu ochrony dziennikarzy)[7].
- 2015 – Nagroda Wolności Prasy (Freedom of the Press) organizacji Reporterzy bez granic Austria (Reporter ohne Grenzen Österreich)[8][9]
- 2019 – Medal 100-lecia Białoruskiej Republiki Ludowej przyznany przez działającą na emigracji Radę Białoruskiej Republiki Ludowej[10].